# عبد الله تشالشكان
عبد الله تشالِشْكان (بالتركية: Abdullah Çalışkan)‏, (ولد: 20 مارس 1974, في أنقرة, تركيا) سياسي تركي. ونائب سابق في البرلمان التركي لأكثر من دورة ممثلا عن حزب العدالة والتنمية.